# Xokil-Uk'um
Xokil-Uk'um es una localidad del municipio de Chenalhó, ubicado en la región de Los Altos del estado mexicano de Chiapas.

## Geografía
La localidad de Xokil-Uk'um se sitúa en las coordenadas geográficas 16°57′39″N 92°30′30″O / 16.960833, -92.508333, a una elevación de 1,417 metros sobre el nivel del mar.

## Demografía
Según el Conteo de Población y Vivienda 2005, efectuado por el Instituto Nacional de Estadística y Geografía, Xokil-Uk'um tenía 116 habitantes, en 2010 la población era de 108 habitantes, y para 2020 había 68 habitantes, de los cuales 29 son del sexo masculino y 39 del sexo femenino.
| Gráfica de evolución demográfica de Xokil-Uk'um entre 2005 y 2020 |
|                                                                   |
| INEGI.                                                            |